# Liste der Kulturgüter in Bad Ragaz
Die Liste der Kulturgüter in Bad Ragaz enthält alle Objekte in der Gemeinde Bad Ragaz im Kanton St. Gallen, die gemäss der Haager Konvention zum Schutz von Kulturgut bei bewaffneten Konflikten, dem Bundesgesetz vom 20. Juni 2014 über den Schutz der Kulturgüter bei bewaffneten Konflikten sowie der Verordnung vom 29. Oktober 2014 über den Schutz der Kulturgüter bei bewaffneten Konflikten unter Schutz stehen.
Objekte der Kategorien A und B sind vollständig in der Liste enthalten, Objekte der Kategorie C fehlen zurzeit (Stand: 1. Januar 2023).

## Kulturgüter
| Foto |                                                                                  | Objekt                                                 | Kat. | Typ | Standort                                  | Beschreibung |
| ---- | -------------------------------------------------------------------------------- | ------------------------------------------------------ | ---- | --- | ----------------------------------------- | ------------ |
| ja   | Datei hochladen · Wikidata zu Freudenberg, mittelalterliche Burgruine (Q5503254) | Freudenberg, mittelalterliche Burgruine KGS-Nr.: 08085 | A    | F   | Freudenbergweg 756171 / 208484            |              |
| ja   | Datei hochladen · Wikidata zu Kapelle St. Leonhard (Q29523697)                   | Kapelle St. Leonhard KGS-Nr.: 08090                    | A    | G   | St. Leonhardstrasse 2.1 756181 / 208995   |              |
| ja   | Datei hochladen · Wikidata zu Dorfbad mit Trinkhalle (Q29523693)                 | Dorfbad mit Trinkhalle KGS-Nr.: 09390                  | A    | G   | Am Platz 1 756812 / 207764                |              |
| ja   | Datei hochladen · Wikidata zu Hof mit Kuranstalten und Park (Q29786374)          | Hof mit Kuranstalten und Park KGS-Nr.: 08088           | B    | G   | Bernhard-Simon-Strasse 12 756930 / 207520 |              |
| ja   | Datei hochladen · Wikidata zu Katholische Kirche Maria Himmelfahrt (Q29786375)   | Katholische Kirche Maria Himmelfahrt KGS-Nr.: 08089    | B    | G   | Sarganserstrasse 4.1 756822 / 207947      |              |
| ja   | Datei hochladen · Wikidata zu Evangelische Kirche Bad Ragaz (Q1380527)           | Reformierte Kirche KGS-Nr.: 08091                      | B    | G   | Maienfelderstrasse 13.1 757116 / 207708   |              |